# Giovanni Angelo Canini
Pour les articles homonymes, voir Canini.
Giovanni Angelo Canini  ou  Giannangiolo, né en 1609 à Rome 1617 où il est mort en 1666, est un graveur et peintre italien baroque.

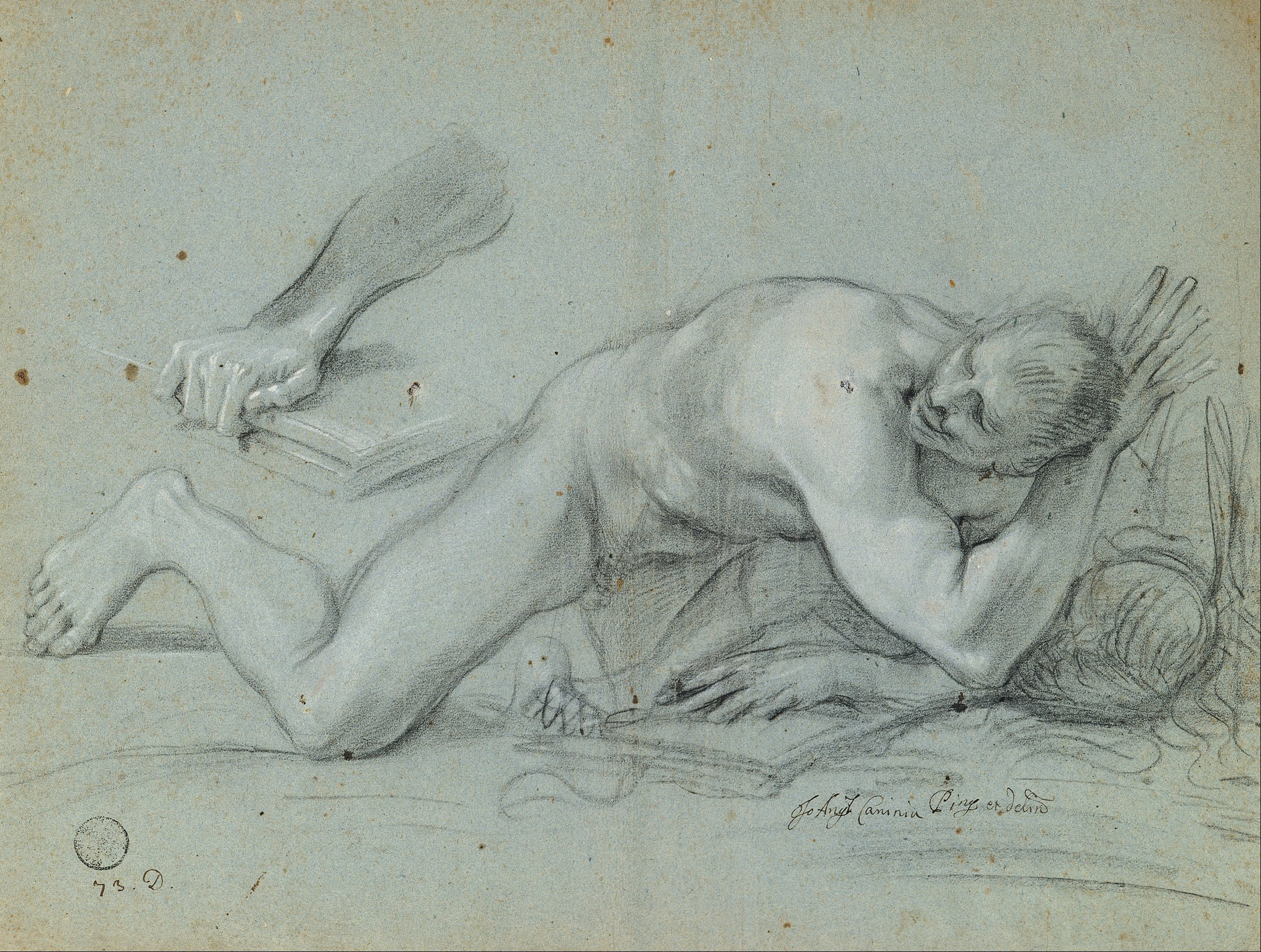
Étude pour un Ange déchu

## Biographie
Giovanni Agnolo Canini ou encore Giannangiolo est né à Rome en 1609, fils d'un tailleur de pierre  nommé Vincenzo, il a deux frères :  son frère aîné devenu peintre et le plus jeune Marcantonio, sculpteur.
Giovanni Agnolo Canini a d'abord été l'élève du Domenichino avec lequel il a voyagé à Naples et où il a travaillé avec Antonio Barbalunga.
En 1634, à la demande du Domenichino, il restaure les peintures à l'huile qui avait été peintes par Domenico Passignano sur les murs de la chapelle Saint-Sébastien de la Villa Aldobrandini à Frascati.
Il a aussi peint deux retables : Le martyre de saint Étienne et Les Saints Bartholomée et Nicolas avec la Trinité (juillet 1644) pour la basilique San Martino ai Monti à Rome.
En 1645, au Castello Theodoli de Sambuci près de Tivoli, il peint des fresques pour le frère du Cardinal Camillo Astalli, illustrant les Histoires de Rinaldo et Armida, scènes mythologiques et figures en clair-obscur, avec des fresques des paysages et architecture de colonnades en trompe-l'œil.
Il a travaillé avec Pietro da Cortona et Bartolomeo Cesi à la décoration de la Galerie du Pape Alexandre VII au Palais du Quirinal (1656–1657).
En 1650,  il est reçu à l'Accademia di San Luca et est approché par la Reine Christine de Suède.
Il a également peint deux toiles pour la chapelle de Vicenzo Baccelli, église San Giovanni dei Fiorentini : Conversion de saint Paul et Christ ressuscité devant les apôtres.
En 1657, Pier Francesco Mola demande à Canini et Francesco Cozza de l'aider à la décoration du Palazzo Pamphili à Valmontone.
En 1659, deux fresques, Basilique San Marco Evangelista al Campidoglio, à Rome : Abdon et Sennen refusent d'adorer les dieux païens et Marc approuve le projet de construction de l'église. La même année, il peint Dispute de sainte Catherine pour la chapelle Cesi de l'église Santa Maria Maggiore.
Ayant accompagné le Cardinal Flavio Chigi en France, il est encouragé par le ministre Colbert à exécuter des dessins de médailles, ainsi qu'une série de portraits des plus illustres personnages de l'Antiquité.
En France, il a gravé un portrait du cardinal Mazarin.
En 1665, à Rome, il continue de peintre pour Flavio Chigi, dans son palais à Santi Apostoli.
En 1666, il peint une gouache de petite scènes avec les Miracles de François de Sales pour l'église de villa Versailles à Formello.
Au cours de ses dernières années, il se consacre presque exclusivement à ses intérêts universitaires et antiquaires. Il meurt en 1666, ses travaux sont achevés par son frère Marcantonio avec l'aide de Jean Picard et Valet.
Ses travaux, 50 gravures, sont publiés en 1699, sous le titre de Canini Agnolo Iconografia di Giovanni. Une réimpression en italien et en anglais parut à Amsterdam en 1731.
Il a consacré  beaucoup de temps à l'archéologie et publié deux ouvrages sur ce sujet.
Le peintre Michelangelo Ricciolini a été un de ses élèves.

## Œuvres
- Le martyre de saint Étienne et  Les Saints Bartholomée et Nicolas avec la Trinité (juillet 1644), basilique San Martino ai Monti, Rome,
- Histoires de Rinaldo et Armida (1645), fresque,  Castello Theodoli de Sambuci, Tivoli,
- Conversion de saint Paul et Christ ressuscité devant les apôtres, huile sur toile, chapelle Vicenzo Baccelli, église San Giovanni dei Fiorentini[3].
- Décoration du Palazzo Pamphili à Valmontone (1657), avec Pier Francesco Mola et Francesco Cozza,
- Abdon et Sennen refusent d'adorer les dieux païens et Marc approuve le projet de construction de l'église (1659), fresques, église de San Marco, Rome,
- Dispute de sainte Catherine, chapelle Cesi, église Santa Maria Maggiore.
- Miracles de François de Sales (1666), gouache, église de villa Versailles à Formello.
- Narcisse et Écho à la Source, huile sur toile 168 × 246 cm, Musée Fesch, Ajaccio